# Província de Moxos

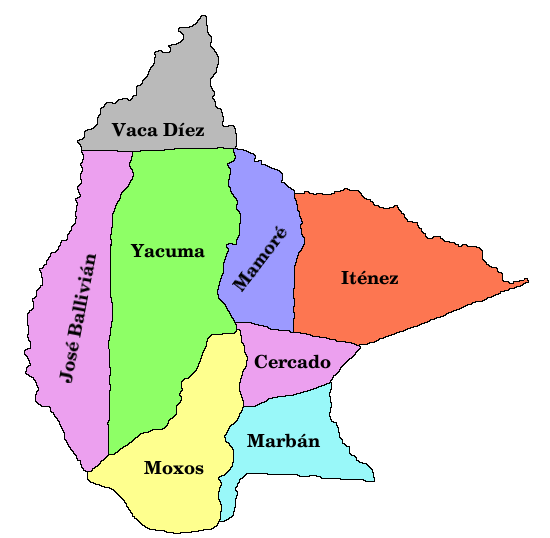
Les províncies del Departament de Beni

La província de Moxos és una de les vuit províncies del Departament de Beni, a Bolívia. La seva capital és San Ignacio de Moxos.